# Стилофор

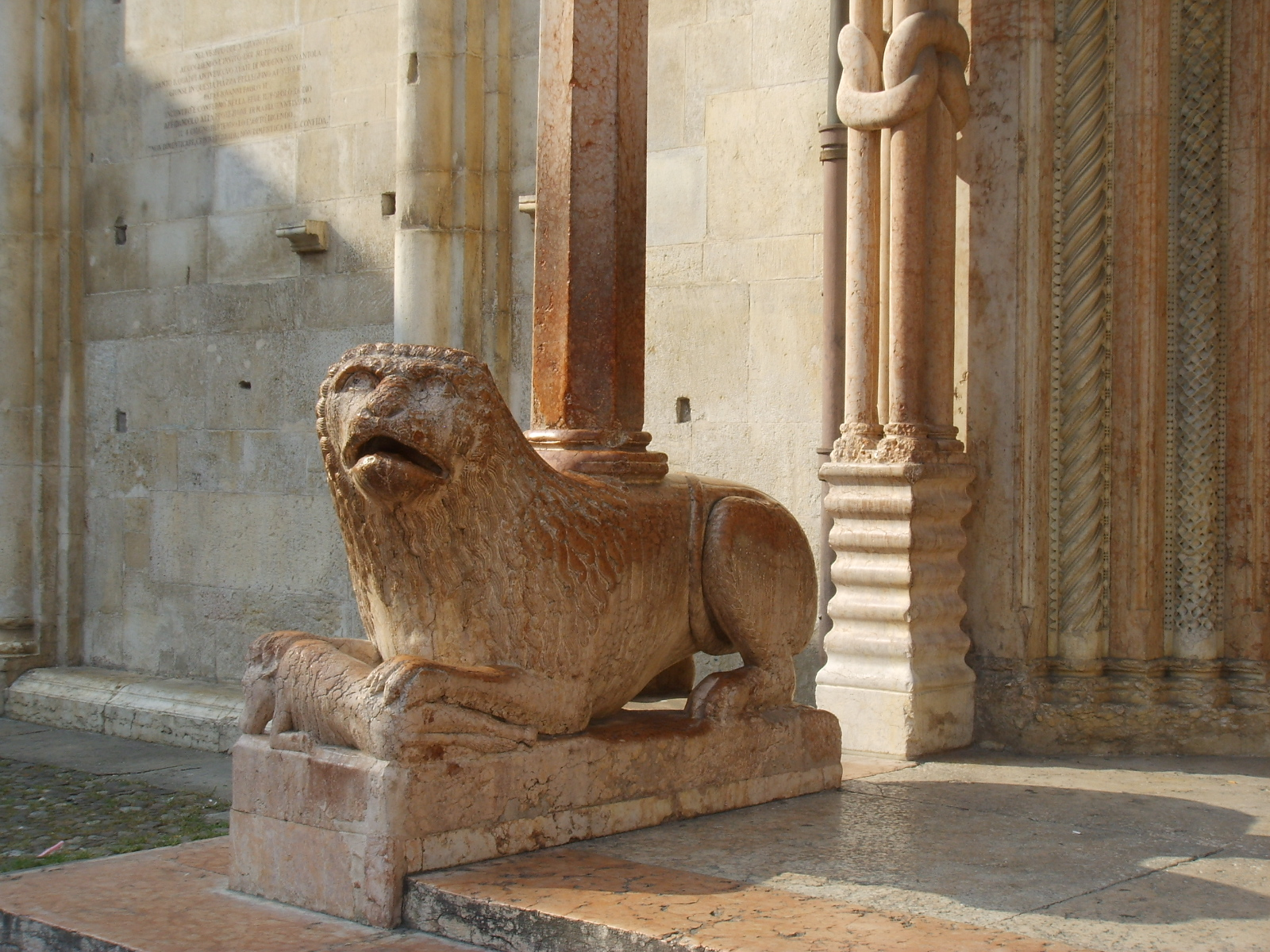
Стилофорний лев біля входу до собору Модени

Стилофо́р (від дав.-гр. στῦλος і φέρω) — архітектурний елемент, скульптура у нижній частині колони, що спирається на стилобат або спеціальний п'єдестал. У верхній частині стилофора розташована площадка, на яку спирається колона. Форма і розмір стилофора можуть варіюватися залежно від архітектурного стилю і функціонального призначення будівлі, стилофор може виконувати роль бази колони або доповнювати її. Використання стилофорів допомагає забезпечити стійкість колон і розподілити їх масу на більшу площу. Стилофори використовувалися в архітектурі романських і готичних церков, у тому числі в оформленні протирів. Скульптурним зображенням стилофора може бути людина або тварина — реальна або уявна, — лев, грифон тощо.
Назва терміна походить із грецької мови: «stilos» від дав.-гр. στῦλος означає «стовп» або «колона», а «phero» від дав.-гр. φέρω означає «носити» або «підтримувати».

## Стилофорні леви

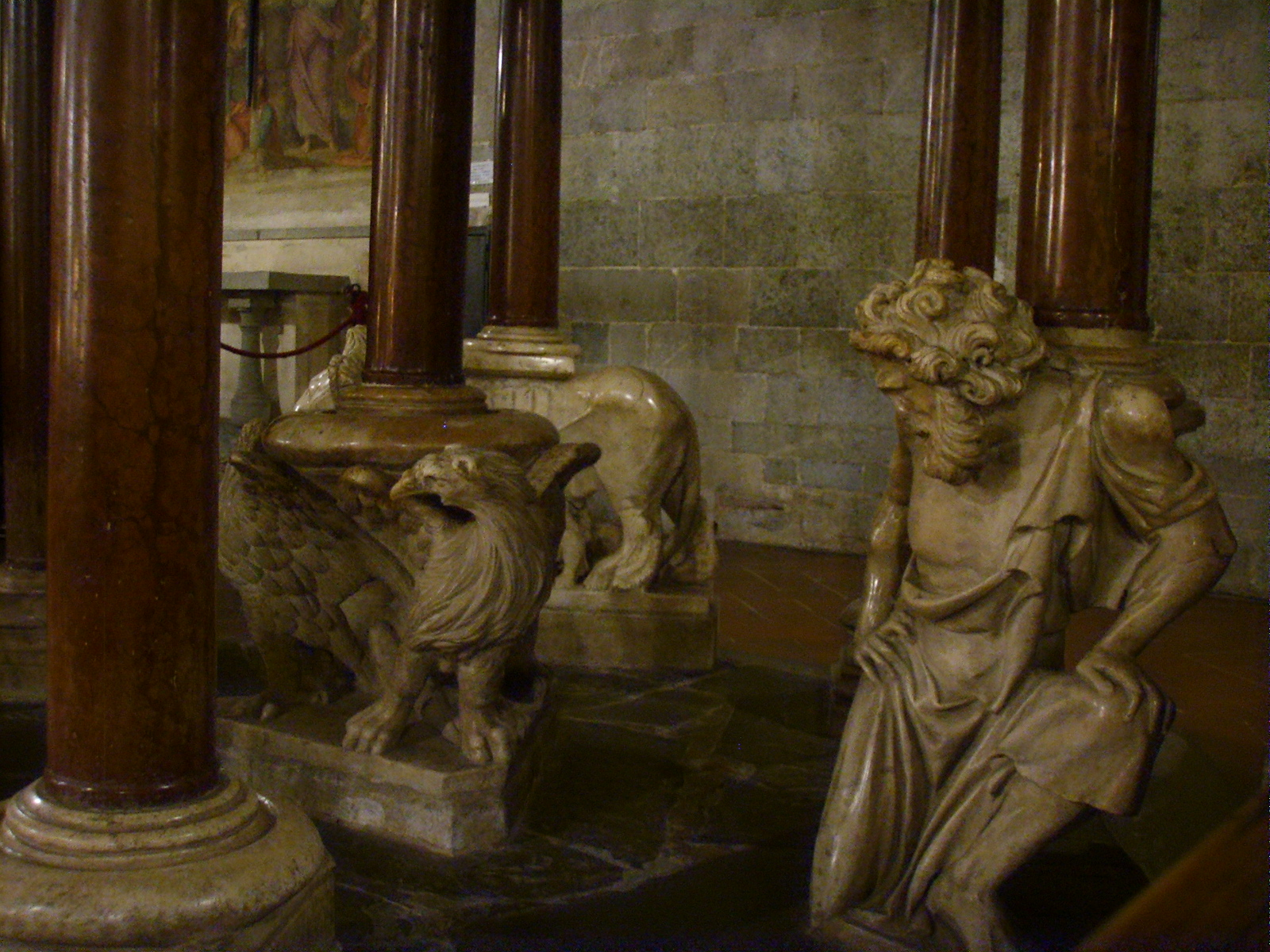
Стилофори в Пістої у церкві Sant'Andrea, Pistoia

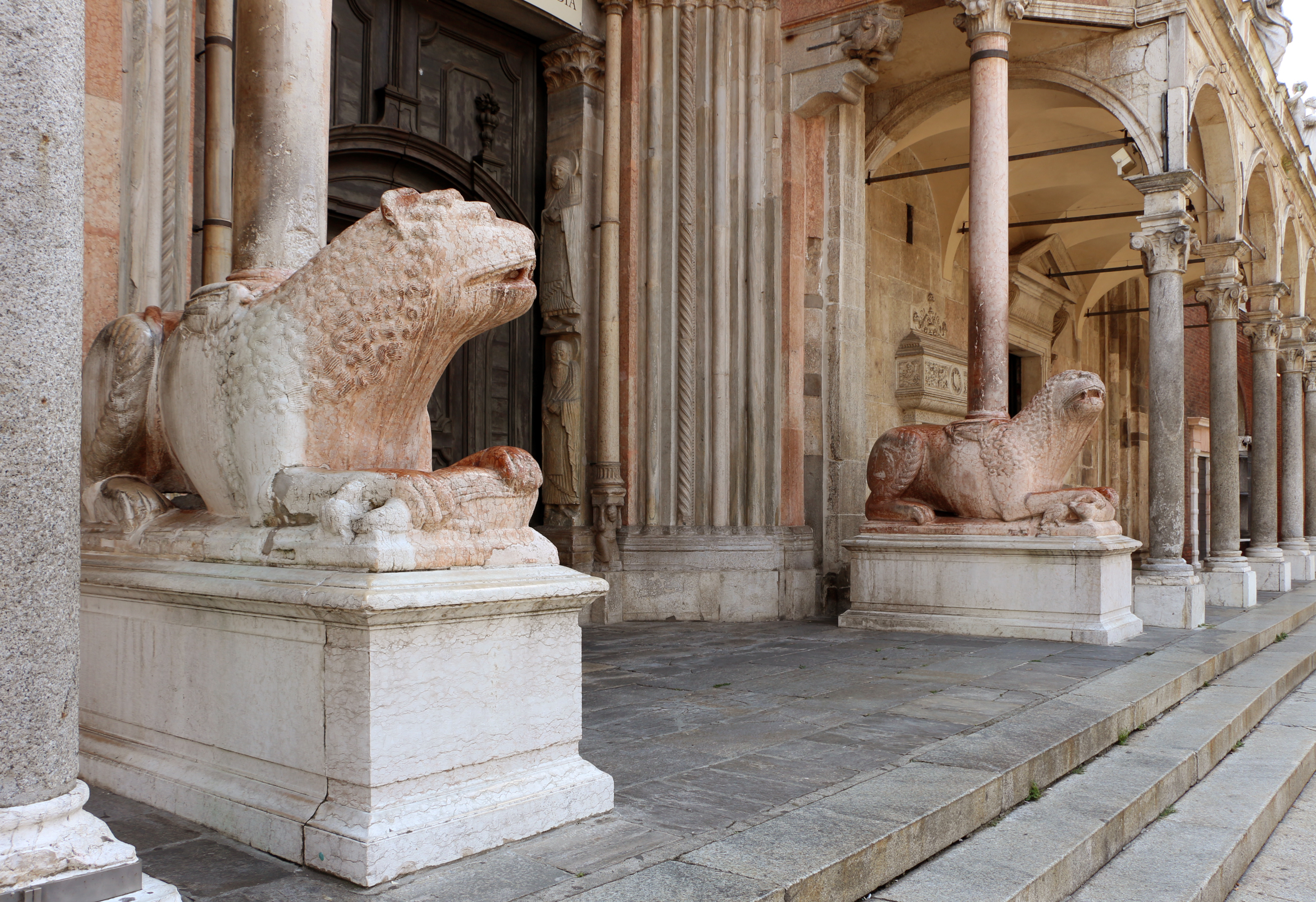
Стилофори біля Кремонського собору

Особливо часто як скульптурний елемент стилофор використовували скульптури левів, розташовані біля входу до романських і готичних храмів.
Лев має полівалентне символічне значення, як символічний страж, оскільки він є твариною, що вбиває, пожирає своїх жертв і передає їм частину своєї сили. Жертви проходять через смерть до нового життя, метаморфозу, долаючи межу між життям і смертю; тому лев є застереженням, попередженням про цей перехід і розрив між двома різними сферами — святим і мирським. У середньовічній іконографії лев також є символом Божої справедливості. Одночасно милосердний і непримиренний, лев став у романській іконографії алегорією Христа-судді, люблячого добрих і непохитного до злих. Лев, що тримає в лапах ягня, лань, птицю або людську фігуру як знак верховенства і одночасно захисту, також часто зустрічається у невеликих романських портиках — протирах, особливо в Італії та Провансі, як і на кафедрах XIII і XIV століть (у баптистерії Пізи та Сієнському соборі, роботи Нікола Пізано, у церкві Сант-Андреа в Пістої і в Пізанському соборі) — це метафора Христа, що захищає вірних.
Лев у християнстві — символ «лат. Fortitudo» або «моральної твердості», стійкості у вірі та здатності долати випробування і спокуси. У контексті християнської етики та доктрини «Fortitudo», лев — це символ, що дозволяє вірянам долати труднощі та спокуси, а також залишатися вірними своїм принципам і переконанням. Лев, розташований біля входу до церкви, також символізує силу, що охороняє святе місце.
Згідно зі середньовічними бестіаріями, лев також є символом Христа. В Одкровенні Іоанна Богослова Христос названий «левом з коліна Іудиного».
Як символ, лев є древнім зооморфним мотивом, що займає особливо помітне місце в середньовічній архітектурі. Емблематичний для святого Марка Євангеліста, лев в апокаліптичному баченні Іоанна, з'являється поруч із престолом Христа, у лівому нижньому куті, на боці обраних у день Страшного суду, і єдиний, крім Агнця, удостоєний привілею відкрити книгу та зняти сім печаток. Спутник святого Єроніма, згідно з агіографічною традицією, лев також є ритуальною твариною, що милосердно забезпечує поховання в пустелі святого Антонія Абата та святої Марії Єгипетської. У християнській іконографії лев набув семантичних значень, іноді суперечливих, через постійні коливання між позитивними та негативними значеннями, між добром і злом.

## Галерея

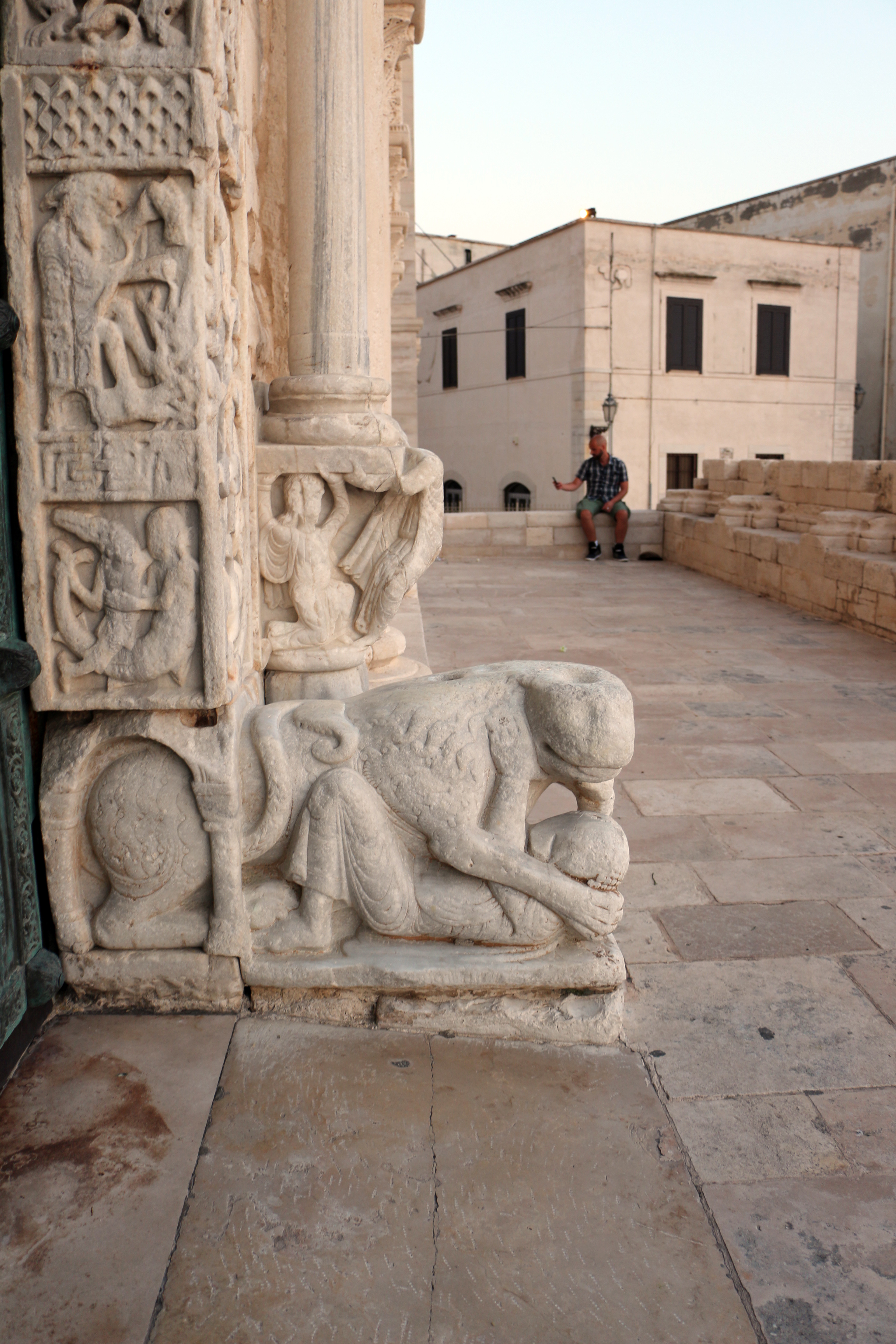
Біля входу до кафедрального собору Трані, Трані, Апулія
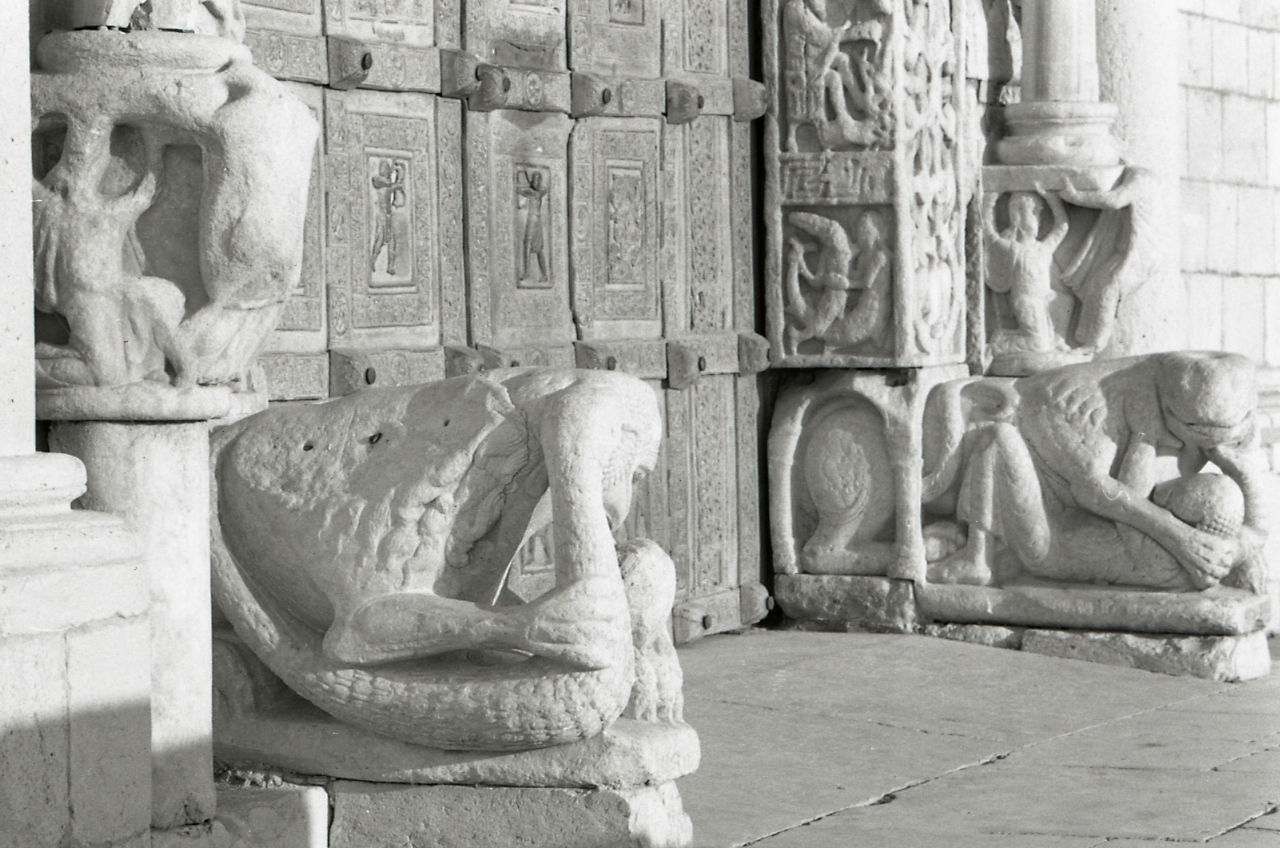
Біля входу до кафедрального собору Трані, Трані, Апулія. Загальний вид на парних левів.
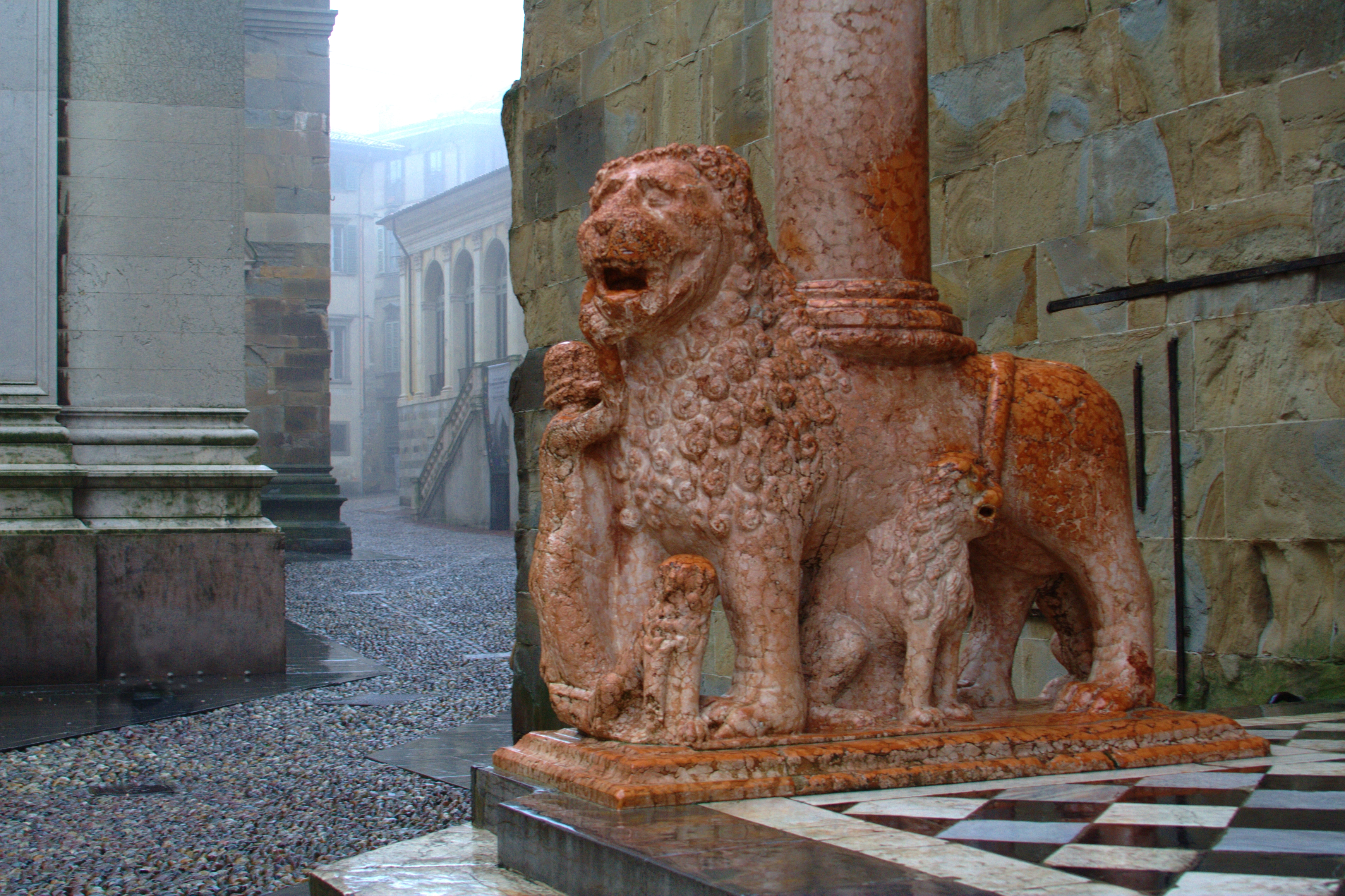
Біля церкви Санта-Марія-Маджоре в Бергамо
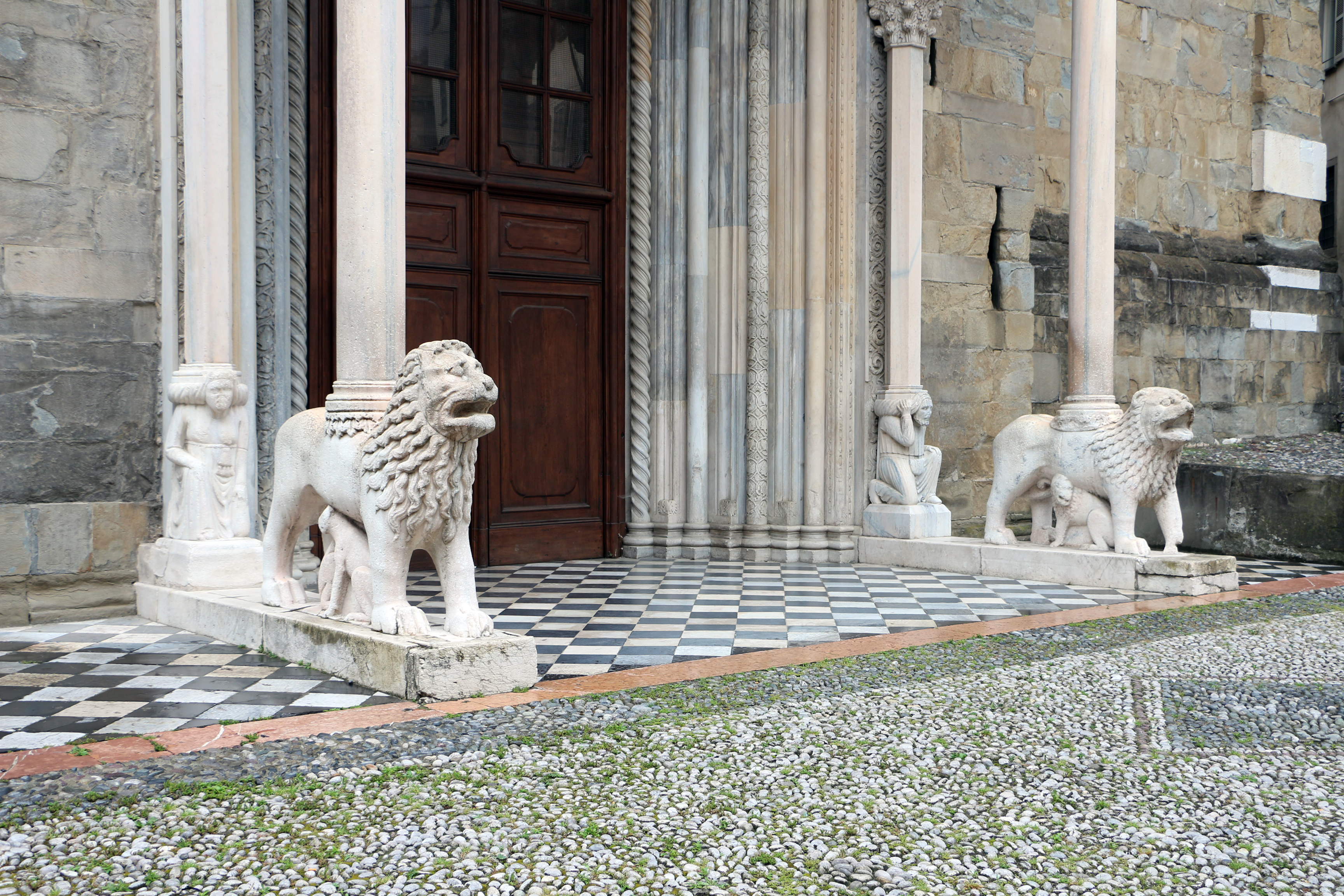
Біля іншого входу до церкви Санта-Марія-Маджоре в Бергамо
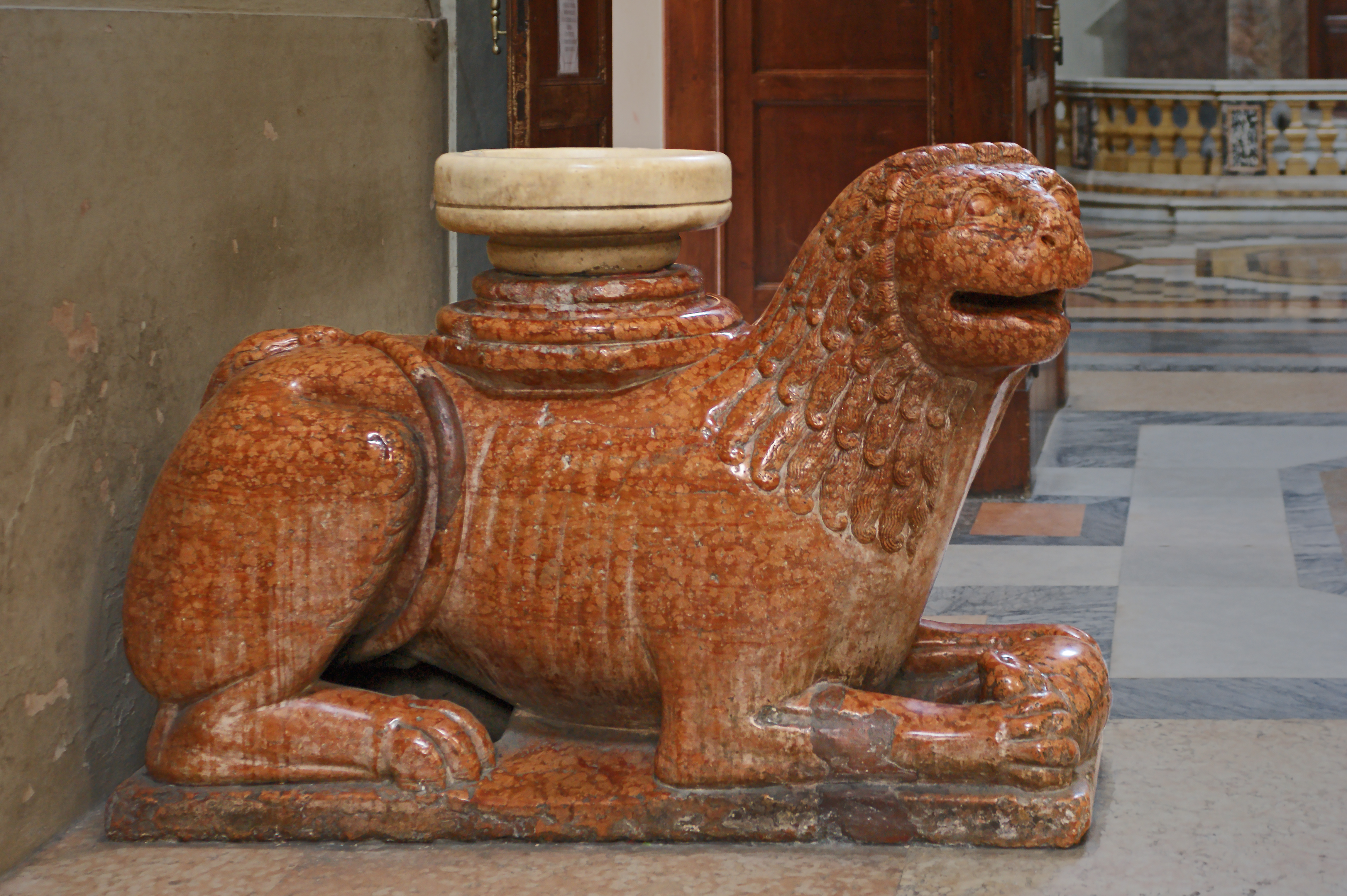
З собору Святого Петра в Болоньї